# Lirainosaurus
Lirainosaurus astibiae is een plantenetende sauropode dinosauriër, behorend tot de Titanosauria, die tijdens het late Krijt leefde in het gebied van het huidige Spanje.

## Vondst en naamgeving
Van 1984 af voerde Humbert Astibia opgravingen uit bij Laño in het Baskenland. Daarbij vond hij ook de resten van sauropoden.
In 1999 werd de typesoort Lirainosaurus astibiae benoemd en beschreven door José Luis Sanz, Jaime Eduardo Powell, Jean le Loeuff, Rubén Martinez en Xabier Perda-Superbiola. De geslachtsnaam is afgeleid van het Baskisch lirain, "slank", in verwijzing naar de lichte bouw van het dier. De soortaanduiding eert Astibia. In het beschrijvende artikel kwam in een diagram ook de variant Lirainasaurus voor maar die werd vervolgens algemeen genegeerd. Het was de eerste titanosauriër die uit Spanje benoemd werd.
Het holotype, MCNA 7458, is gevonden in een laag van de Vitoriaformatie die dateert uit het late Campanien. Het bestaat uit een voorste staartwervels. Andere botten werden aangewezen als paratype. Het betreft de specimina MCNA 7439: een schedelfragment; MCNA 7440 en MCNA 7441: losse tanden; MCNA 7442-7450: negen ruggenwervels; MCNA 7451-57: zes staartwervels; MCNA 1812: een staartwervel; MCNA 7459; een schouderblad; MCNA 7460: een ravenbeksbeen; MCNA 7461: een borstbeen; MCNA 7462-7465: vier opperarmbeenderen; MCNA 7466: een stuk darmbeen; MCNA 7467: een stuk schaambeen; MCNA 7468 en MCNA 7470; twee dijbeenderen; MCNA 3160: een dijbeen; MCNA 7471: een scheenbeen; MCNA 7472: een kuitbeen; en MCNA 7473 en 7474: twee osteodermen. De paratypen vertegenwoordigen vijf verschillende individuen en zijn opgegraven in drie onderscheiden lagen. In 2015 werd gemeld dat het aantal geborgen botten 150 bedroeg.
In 2010/2011 werd de hersenpan meer in detail beschreven en in 2012 de tanden, door Verónica Díez-Díaz. In 2013 werden door haar de wervelkolom en in een tweede publicatie de ledematen in detail beschreven. Door alle beschrijvingen was Lirainosaurus in 2015 de meest compleet bestudeerde titanosauriër uit Europa.
In 2009 werden vondsten van titanosauriërs gedaan bij Chera als een cf. Lirainosaurus astibiae gemeld en in 2011 verder beschreven. In 2015 werd geconcludeerd dat er geen bewijs was dat het om Lirainosaurus gaat.

## Beschrijving

### Grootte en onderscheidende kenmerken
Lirainosaurus is een kleine sauropode waarvan de lengte oorspronkelijk geschat werd op tussen de acht en de tien meter. In 2013 werd dit teruggebracht tot zes meter bij een gewicht van tussen de twee en vier ton.
In 2013 werd een herziene lijst van onderscheidende kenmerken gegeven. In de hersenpan heeft ieder tuberculum basilare een foramen in het ondervlak. Onder de achterhoofdsknobbel ontbreken doorborende foramina in het basioccipitale, tussen de tubercula basilaria — dit kan echter een rijpingskenmerk zijn. Bij de voorste staartwervels bevindt zich een richel in de uitholling tussen de achterste gewrichtsuitsteeksels, lopend tussen het achterste gewrichtsuitsteeksel en het zijuitsteeksel, de uithollingen scheidend tussen het achterste gewrichtsuitsteeksel en de richel tussen het zijuitsteeksel en het wervellichaam; en tussen het achterste gewrichtsuitsteeksel en de richel die tussen het zijuitsteeksel en het doornuitsteeksel loopt. Bij de achterste staartwervels steekt de richel tussen het doornuitsteeksel en het achterste gewrichtsuitsteeksel niet naar achteren uit. De binnenzijde van het schouderblad heeft bovenaan een bult en soms ook een richel aan de onderkant. Het borstbeen heeft een richel aan de vorste onderkant, en uitsteeksel aan de voorste zijkant en een holle zijrand.

### Skelet
De tanden van Lirainosaurus zijn stiftvormig.
Lirainosaurus heeft verder de typische kenmerken van meer afgeleide titanosauriërs. Een hyposfeen-hypantrum-complex ontbreekt. De staartwervels zijn procoel. Het ravenbeksbeen heeft een rechthoekig profiel.

## Fylogenie
Lirainosaurus werd in 1999 binnen de Titanosauria in de daartoe speciaal benoemde Eutitanosauria geplaatst, als nauwe verwant van de titanosaurische vondsten bij Peirópolis die later benoemd zouden worden als Trigonosaurus.